# Hyla arborea
La raganella europea (Hyla arborea Linnaeus, 1758) è un anfibio dell'ordine degli Anuri, diffuso in Europa e Asia.

## Descrizione
La raganella europea è una piccola specie arboricola dalla pelle liscia e con zampe relativamente lunghe. Le punte delle dita anteriori e posteriori sono dilatate in dischi adesivi. Le pupille sono di forma ovale orizzontale. I timpani sono piccoli, ma chiaramente distinguibili. Le parti superiori sono tipicamente di colore verde uniforme, più chiaro o scuro a seconda delle attività e delle condizioni dell'animale, ma si possono anche trovare esemplari dalle tonalità giallognole, brunastre o grigie, individui maculati e perfino azzurri, comunque molto rari. Due bande laterali scure percorrono i fianchi partendo dalla narice, attraversando il timpano e proseguendo fino alla regione inguinale, dove formano una cosiddetta «ansa dorsale» protesa in direzione del dorso. La pelle del ventre è granulosa e di colore biancastro, beige o grigio chiaro. Grazie alle palmature presenti tra le dita posteriori, la raganella europea è anche una buona nuotatrice. La gola del maschio è bruno-giallastra e durante la stagione riproduttiva appare spesso rugosa, gonfiandosi in una grande sacca vocale con l'emissione dei richiami. La gola della femmina va invece dal bianco al verde biancastro. La lunghezza è di 3–5 cm nei maschi e di 4–6 cm nelle femmine.

## Biologia
Le raganelle sono insettivore, si nutrono di artropodi e altri invertebrati terricoli. Sono prevalentemente arboricole, ma si trovano anche in mezzo alle erbe palustri, nei campi in prossimità di fossi e risaie. Raggiungono la maturità sessuale a 1 anno. All'inizio della stagione degli amori i maschi fanno i loro richiami e si riuniscono in coro entrando in competizione. Sono legate all'acqua per la riproduzione. Possono deporre dalle 200 alle 2000 uova. Dall'uovo dopo 3 settimane dalla deposizione esce il girino che compie il proprio ciclo vitale in tempi variabili tra 1,5 e 3 mesi. Alla fine della metamorfosi il girino avrà sviluppato zampe atte a saltare, polmoni per respirare fuori dall'acqua, avrà perso la coda e avrà cambiato regime alimentare passando da detritivoro a carnivoro. Le raganelle vanno in letargo d'inverno. Hanno un'aspettativa di vita di 3-5 anni.

## Distribuzione e habitat
La specie, nota anche come raganella europea, è ampiamente distribuita in quasi tutta l'Europa: dalla Spagna alla Francia, dalla Germania al Benelux, dai Balcani all'Ucraina. Presente anche a Creta oltre che in Italia. È invece assente nell'arcipelago britannico, in Scandinavia e in Danimarca.
 In Asia, arriva fino al Mar Caspio. Vive in zone umide della campagna aperta.

### La specie in Italia
La specie è diffusa, in Italia, solamente nel Friuli settentrionale.

## Stato di conservazione
Nonostante non sia in pericolo di estinzione, la raganella è una specie da preservare per tutto il patrimonio faunistico italiano ed europeo, essendo una delle poche eccezioni di specie viventi in zone con clima temperato di una famiglia prettamente tropicale. La rarefazione in alcune zone è dovuto alla degradazione degli habitat, anche se è ancora molto numerosa su tutto il suo areale.

## Galleria d'immagini

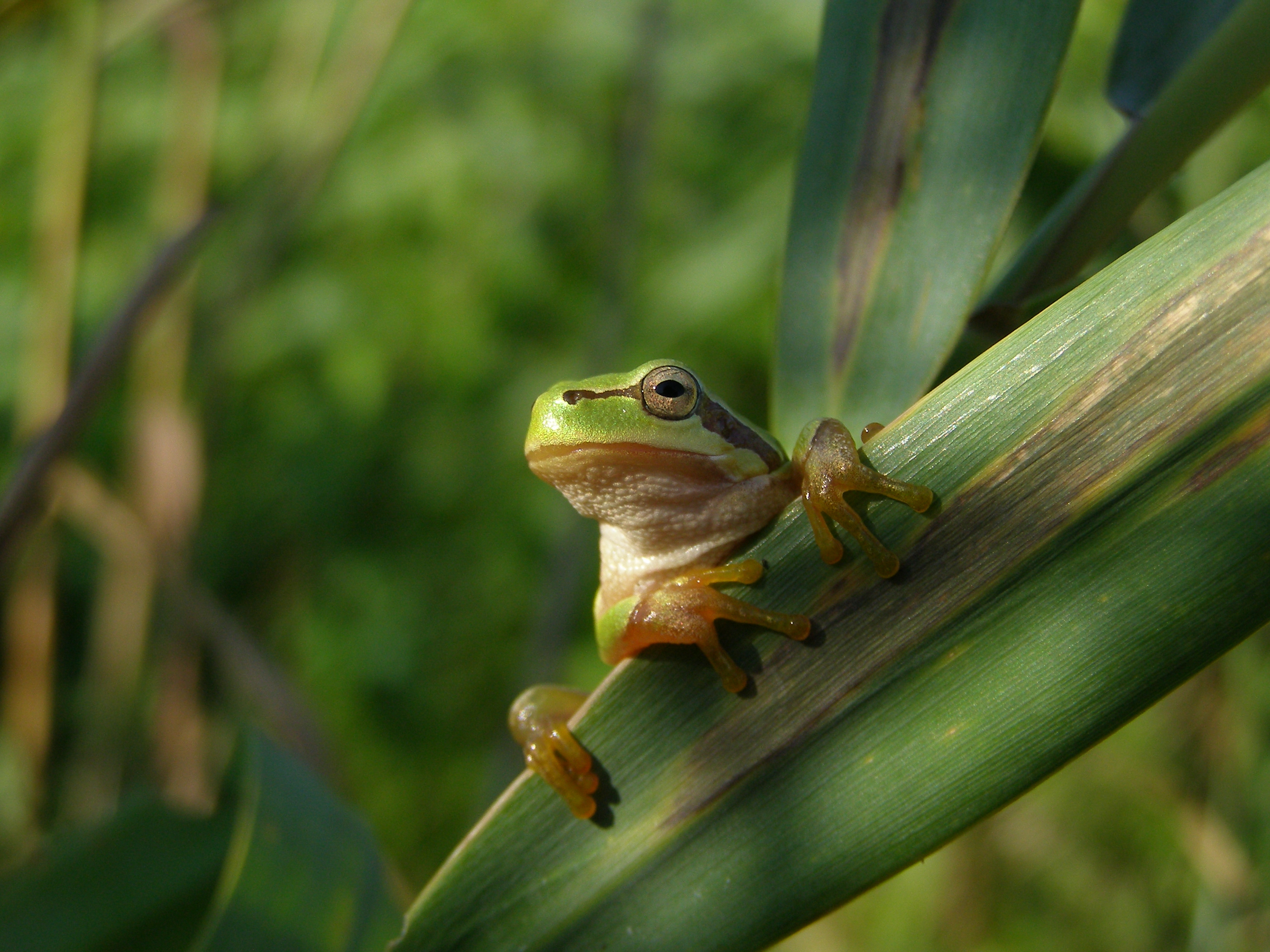
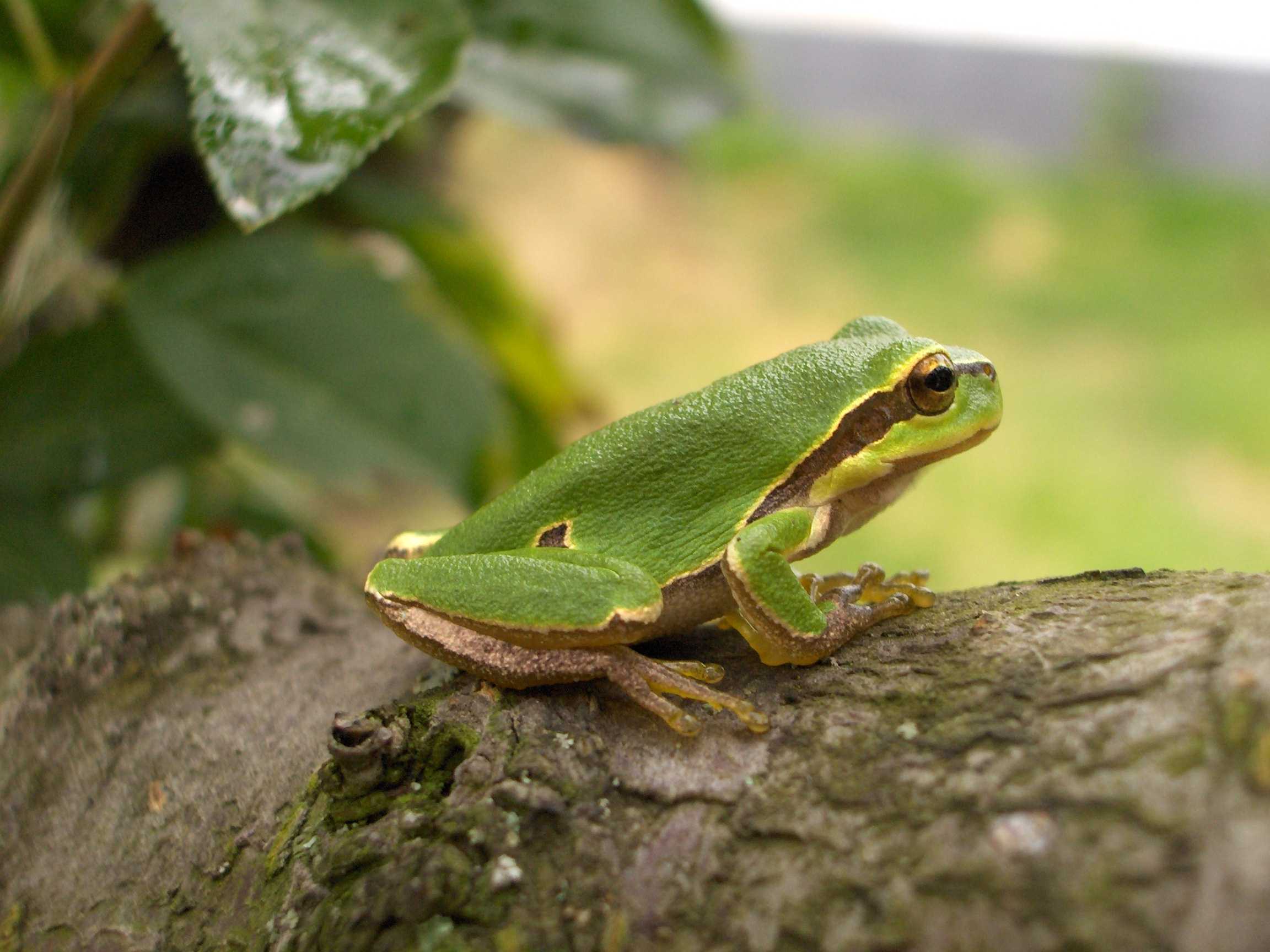
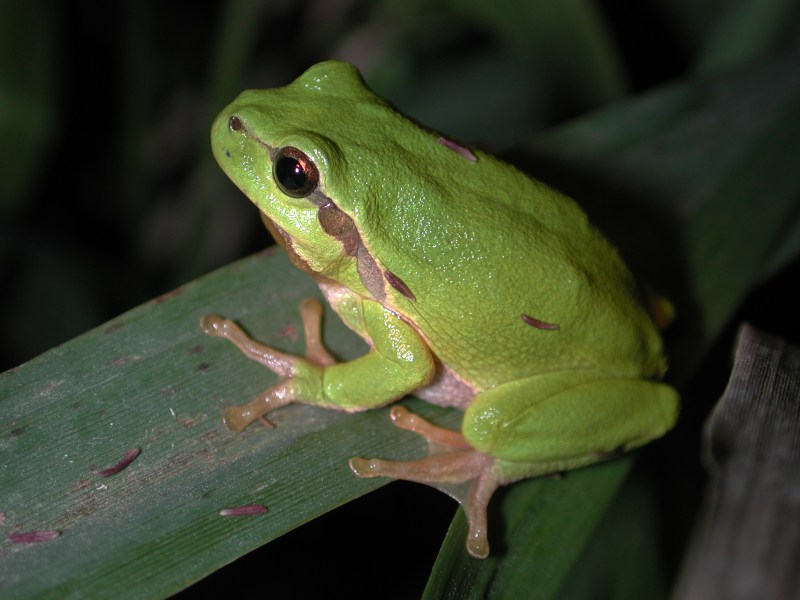
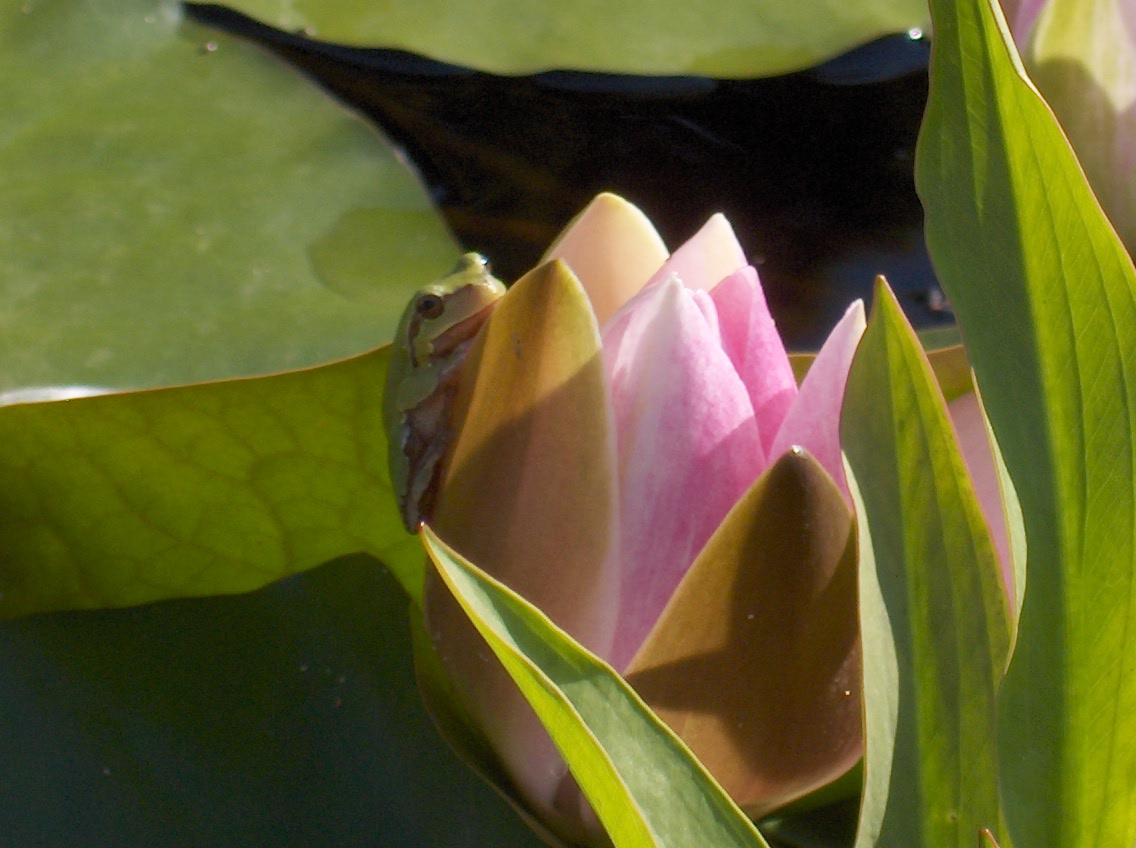